# Craesus
Genre
Craesus est un genre d'insectes de l'ordre des hyménoptères, du sous-ordre des symphytes, de la famille des Tenthredinidae appelés tenthrèdes ou némates et qui ont des larves ravageuses appelées « fausses-chenilles ».
Synonyme
- Croesus

## Liste d'espèces rencontrées en Europe
Selon Fauna Europaea (13 mai 2014)
- Craesus alniastri
- Craesus brischkei
- Craesus latipes
- Craesus septentrionalis